# Сила тяги локомотива

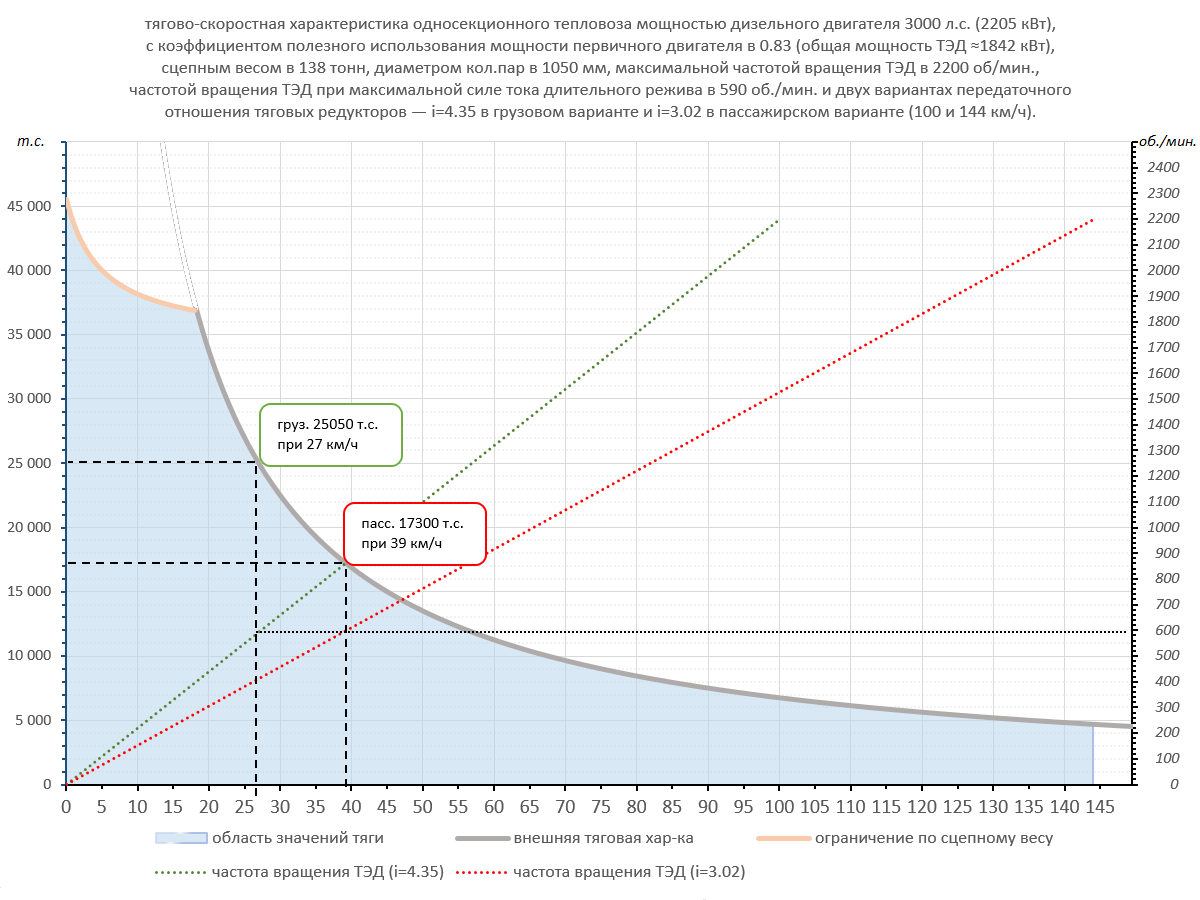
Тягово-скоростная характеристика тепловоза ТЭ(П)10

Сила тяги локомотива — сила, реализуемая локомотивом и служащая для передвижения поезда.
Собственно различают две силы тяги локомотива — касательную и на сцепном устройстве (автосцепка или винтовая упряжь). Касательная сила тяги образуется в месте контакта движущих колёс и рельсов, а сумма всех этих сил есть касательная сила тяги локомотива. Сила тяги на сцепке меньше касательной, так как в этом случае учитывается и сопротивление движению от самого локомотива как повозки.
Сила тяги играет важную роль в тяговых расчётах, так как во многом определяет максимально допустимый вес поезда. Наибольшая её величина требуется при трогании поезда с места, ускорения, а также при следовании по подъёму. В то же время у этой силы ряд ограничений. В зоне малых скоростей действует ограничение по силе сцепления, превышение которого может привести к боксованию. В данном случае максимальная сила тяги зависит от сцепного веса (прямая зависимость) и от скорости движения (обратная зависимость). В зоне больших скоростей наступает уже ограничение по мощности первичного источника (паровой котёл для паровозов, дизель для тепловозов), а также по часовому току тяговых электродвигателей и температуре рабочей жидкости гидравлической передачи.
Ограничения по максимальной силе тяги определяются рядом специальных практических испытаний, реже — расчётами. На их основании для каждой серии локомотивов устанавливается расчётная сила тяги. Помимо этого, для локомотивов с тяговыми электродвигателями устанавливаются часовая и продолжительные силы тяги.